# Štěpán Valouch
Štěpán Valouch (*11. srpna 1977, Praha) je český architekt a vedoucí ateliéru FA ČVUT.
Narodil se v roce 1977 v Praze. Od roku 1996 do roku 2003 studoval FA ČVUT. Od roku 2003 až 2006 působil ve studiu dum architekti. Od roku 2006 působil ve studiu DNA architekti. V roce 2007 spolu s Jiřím Opočenským založili studio ov-a. V roce 2012 byl vedoucím ateliéru ZAN na Fakultě architektury ČVUT do roku 2013. V roce 2019 byl pedagog na UMPRUM. Od roku 2020 je vedoucím ateliéru FA ČVUT. 